# Fenêtre atmosphérique

Opacité électromagnétique de l'atmosphère : par exemple, dans le domaine radio, une fenêtre radio autorise le passage de la raie (UHF) à 21 centimètres. Une autre mesure est l'altitude de demi-absorption.

Spectre de transmission de l'atmosphère. Dans le visible, les pertes résultent principalement de la diffusion Rayleigh, alors que dans l'infrarouge, elles proviennent de l'absorption.

La fenêtre atmosphérique est une partie du spectre électromagnétique pour laquelle l'absorption par l'atmosphère terrestre est minimale. Dans le domaine optique, outre la fenêtre du visible, les deux fenêtres principales se situent dans l'infrarouge, entre 3 et 5 µm et 8 et 14 µm environ.

## Fenêtre infrarouge

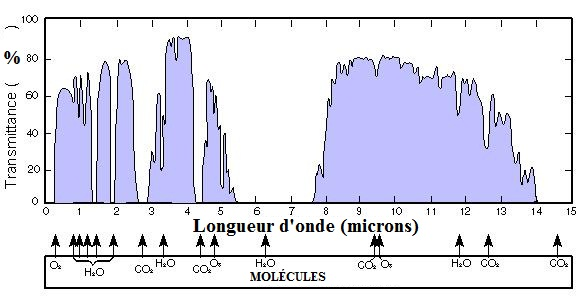
Transmission de l'atmosphère dans l'infrarouge, jusqu'à 15 µm, ainsi que les principales molécules responsables de l'absorption de la lumière.

La fenêtre infrarouge est une propriété de l'atmosphère terrestre qui laisse passer une partie de la radiation infrarouge au travers l'atmosphère sans absorption et réémission intermédiaires, donc en ne chauffant pas l'atmosphère,,,,.